# ジョージ・メイソン
ジョージ・メイソン（英: George Mason）は、ザンダー・バークレーがテレビドラマ『24 -TWENTY FOUR-』で演じる架空の人物である。日本での吹き替え声優は津田英三。

## 作品での活躍

### シーズン前
CTU設立当時は、クリストファー・ヘンダーソン支部長の部下。ヘンダーソンがジャックの内部告発によってCTUから解雇された後にロス支局の支部長となる。
ヘンダーソンがCTUを解雇される原因になった汚職疑惑は、後にヘンダーソンがメイソンかニーナ・マイヤーズに嵌められたと述べている（事実は不明）。

### シーズン1
リチャード・ウォルシュ・ロス支局長の死亡後に臨時の支局長に就任。しかし、過去のかなり法的に危うい行為が、結果としてジャックにスパイとして疑われることとなり、麻酔銃で射たれて脅迫される（その後、弁明してスパイで無いことが確認される）。
終盤、ジャックを自由に活動させたいデイビッド・パーマーが、自身が大統領に就任したらワシントンD.C.の要職に就けさせるという条件を出し、野心からその条件を飲んで規則を破ってジャックの自由行動を認めた。

### シーズン2
正式にロス支局長に就任している。CTUの情報網によってロスが核で狙われていることを知ると、身の保身から理由を付けてロスを離れる。その移動中、CTUから連絡があり、核爆弾を製造していたと見られる施設へ向かう。そこで犯人グループと銃撃戦の末、放射性物質を浴びて被曝し、余命1日と宣告される。
被曝していることを隠してロス支局へ戻り職務をこなすが、吐いていたところを見られてジャックに気付かれ、いつもと違う働きに疑問を持ったトニーに被曝を知られてしまう。また、自身の死亡後の対処のために家族や弁護士と連絡を取り、長年疎遠だった息子を強引に連れて来させて、自分が死ぬことを伝えて貯めていた預金を渡している。その後、病状の悪化からトニー・アルメイダに自身の後を継いで支局長になることを要請して、CTUを去る。
核爆弾が解除不能と判明し、これを飛行機で運搬し砂漠で爆発させることになった際に、自ら志願する。しかし、健康状態から運搬中に意識を失う可能性があるとジャックに拒否されるが、密かに飛行機に乗り込む。目標ポイントに近づいた際に姿を現し、ジャックが妻の死に苦しみ死のうとしていると悟り、「自分を許す方法を探し、国に仕え続けキムと和解しろ」と彼を諭した。最期はジャックに脱出用のパラシュートを渡して脱出させ、自分は核爆弾と共にモハーヴェ砂漠で爆死する。
後悔からか、死に際に若い頃は教師になることが夢であったとミシェルに語っており、この仕事を選んだのは「国防総省の方が給料が$5,000高かったため」と皮肉混じりに話して別れを告げた。

## 学歴
- 南カリフォルニア大学犯罪科学 学士号取得

## 経歴
- CTUロサンゼルス支局 捜査官
- CTUマイアミ支局 上級捜査官
- CTUフェニックス支局 副リーダー
- CTUワシントン本部 チームリーダー
- CTUワシントン本部 最高部門リーダー
- CTUロサンゼルス支局 リーダー

## 個人情報
- 離婚歴あり
- 息子：ジョン・メイソン